# 23990 Спрінгстін
23990 Спрінгстін (23990 Springsteen) — астероїд головного поясу, відкритий 4 вересня 1999 року.
Тіссеранів параметр щодо Юпітера — 3,664.
Названо на честь Брюса Спрінгстіна (англ. Bruce Springsteen, нар.1949) — вокаліста, гітариста, композитора, автора текстів, продюсера.